# Corycomima camerata
Corycomima camerata är en insektsart som först beskrevs av Karsch 1889.  Corycomima camerata ingår i släktet Corycomima och familjen vårtbitare. Inga underarter finns listade i Catalogue of Life.